# Корза
Ко́рза (карел. Korzu) — старинная карельская деревня в составе Эссойльского сельского поселения Пряжинского района Республики Карелия, комплексный памятник архитектуры.

## Общие сведения
Расположена в северной части этнического ареала карел-ливвиков, в 3 км от посёлка Эссойла на автодороге Крошнозеро — Эссойла.

## История
Деревня возникла в первой половине XVII века, является одним из старейших поселений юго-западной Карелии.
26 ноября 1938 года постановлением Карельского ЦИК в деревне была закрыта часовня.

## Население
Численность населения в 1905 году составляла 238 человек.
| 2002 | 2009 | 2010 | 2013 |
| ---- | ---- | ---- | ---- |
| 78   | ↘63  | ↘56  | ↗57  |

## Улицы
- ул. Верхняя
- пер. Петровский
- ул. Полевая
- ул. Центральная